# Сергушино
Сергушино — исчезнувшая деревня в Колпашевском районе Томской области. На момент упразднения входила в состав Суготского сельсовета. Упразднена в 1982 году.

## География
Деревня располагалась на левом берегу протоки Ягодная, в 3 км (по прямой) к юго-востоку от деревни Сугот.

## История
Деревня была основана в 1911 г. В 1928 году деревня Ново-Херсонская (она же Сергушина) состояла из 66 хозяйств. В административном отношении входила в состав Абрамкинского сельсовета Колпашевского района Томского округа Сибирского края.
В начале 1930-х годов, бассейн реки Обь стал местом расселения спецпоселенцев из числа кулаков, которых поселили в том числе и в деревне. По данным на 1938 год спецпосёлок Новохерсонка подчинялся Первомайской поселковой комендатуре. В посёлке проживала 81 семья спецпоселенцев.
В 1932 году в деревне организован колхоз "8-е марта".
С 1953 году в составе Суготского сельсовета. В 1960-е годы за деревней окончательно закрепилось ее "второе название" Сергушино.
В 1960-е годы деревня попала в разряд не перспективных и по планам должна была быть сселена к 1975 году.
Решение № 56 Томского облисполкома от 17 марта 1982 г. в связи с выездом населения деревня Сергушино исключена из учётных данных.

## Население
| 1926 | 1939 | 1952 | 1959 | 1970 | 1979 |
| ---- | ---- | ---- | ---- | ---- | ---- |
| 350  | ↘248 | ↘206 | ↘136 | ↘61  | ↘11  |

В 1926 году основным населением деревни были русские.
В 1938 году в поселке проживало 401 человек спецпоселенцев, в том числе 115 мужчин, 106 женщин и 180 детей до 16 лет.